# Sandsjöåns naturreservat
Sandsjöåns naturreservat är ett naturreservat i Ljusdals kommun i Gävleborgs län.
Området är naturskyddat sedan 2023 och är 335 hektar stort. Reservatet ligger sydväst om Hamra och består av Sandsjöån omgiven av myrar och tallskog. 